# Yaverlandia
Yaverlandia (il cui nome significa "di Yaverland") è un genere estinto di dinosauro teropode non meglio identificato. Conosciuto solamente per un fossile parziale, che consiste in un frammento di cranio l'animale risalirebbe al Cretacico inferiore, all'interno della formazione Wessex, sull'isola di Wight, nel Regno Unito. Inizialmente era stato classificato come il membro più antico di Pachycephalosauria, ma un successivo studio condotto da Darren Naish, ha dimostrato che si trattava in realtà di un teropode, forse un maniraptore. Il nome Yaverlandia indica la località dove è stato ritrovato il fossile, ossia Yaverland Point.